# Французьке Того
Французьке Того, Французький Тоголенд — французька підмандатна територія в Західній Африці, після оголошення незалежності перейменовано у Тоголезьку Республіку.

## Підмандатна територія

Французьке Того блідо-фіолетове (Британське Того блідо-зелене)

26 серпня 1914, в німецький протекторат Тоголенд увійшли французькі і британські війська і окупували за п'ять днів після короткого опору. Того було розділено на французьку і британський адміністративні зони в 1916 році, і після війни, Того офіційно передано Лігою Націй мандати на керування Францією та Сполученим Королівством.
Після Другої світової війни, мандат продовжено як підопічна територія ООН, як і раніше під владою Франції.
У 1955, змінено статус, на автономну республіку у складі Французького Союзу, хоча і зберегло статус опіки ООН. Законодавчі збори обиралися загальним голосуванням дорослого населення, мала значну владу над внутрішніми справами. Ці зміни було віддзеркалено в Конституції затвердженої референдумом у 1956. 10 вересня 1956, Ніколя Грюницький став прем'єр-міністром Автономної Республіки Того. Але через порушення в ході плебісциту, неконтрольованих загальних виборів проведених в 1958 виграв Сильванус Олімпіо. 27 квітня 1960, Того розірвала свої конституційні зв'язки з Францією, позбулися опіки ООН, і стало повністю незалежною згідно з тимчасовою конституцією.